# Prêmio Forrozão
O Prêmio Forrozão é uma premiação musical realizada anualmente, cuja primeira edição aconteceu no ano de 2010 com o intuito de premiar os melhores da música forrozeira através da votação de sua audiência.

## Prêmio Forrozão 2010
Ocorreu no dia 4 de dezembro de 2010.
A banda Aviões do Forró foi a maior vencedora, com seis prêmios, nas categorias Banda ou Artista do Ano, Hit do Ano (com Dá beijinho que passa), Melhor CD, Melhor Website, Melhor Cantor e Melhor Cantora. Os demais concorrentes ganharam no máximo uma categoria: Forró dos Plays venceu Melhor show ou performance ao vivo, Forró da Curtição foi escolhida como Banda revelação de 2010.

## Prêmio Forrozão 2011
O Prêmio Forrozão 2011 aconteceu entre os dias 28 de Outubro de 2011 e 21 de Janeiro de 2012, honrando os melhores do Forró referente ao ano de 2011. Em 28 de Novembro de 2011 foram anunciados os indicados nas 10 categorias, Calcinha Preta foi a mais indicada da premiação, concorrendo em oito delas.

## Prêmio Forrozão 2012
O Prêmio Forrozão 2012 ocorreu entre os dias 15 de Outubro e 15 de Dezembro. Em 4 de Novembro foram anunciados os finalistas nas 10 categorias da edição: Banda ou Artista do Ano, Música do Ano, Melhor Cantor, Melhor Cantora, Melhor Show ao Vivo e Melhor Instrumentista, Banda Revelação, Melhor Álbum, Videoclipe do Ano e Aposta Forrozão. A banda Aviões do Forró foi a mais indicada dessa edição, concorrendo em 7 delas, seguida por Calcinha Preta e Garota Safada concorrendo em 6 e 5 categorias respectivamente. O homenageado dessa edição foi Luiz Gonzaga.

## Lista de vencedores
Já foram premiados 12 bandas ou artistas diferentes.
| Artista           | prêmios |
| ----------------- | ------- |
| Calcinha Preta    | 7       |
| Aviões do Forró   | 6       |
| Simone e Simaria  | 3       |
| Forró de Salto    | 2       |
| Limão com Mel     | 2       |
| Forró dos Plays   | 1       |
| Forró da Curtição | 1       |
| Garota Safada     | 1       |
| Forró do Muído    | 1       |
| Malla 100 Alça    | 1       |
| Magníficos        | 1       |
| Segredo de Amar   | 1       |

## Categorias

### Categorias atuais
- Banda do Ano
- Melhor Cantora
- Melhor Cantor
- Música do Ano
- Revelação do Ano
- Melhor Show ao Vivo
- Melhor Álbum
- Clipe do Ano
- Melhor Website
- Melhor Balé
- Melhor Site de Notícias
- Aposta Forrozão

### Categorias extintas
- Melhor Instrumentista
- Espaço para eventos do Nordeste
- Melhor DVD

## Edições

### Vencedores de todas as edições
| Categoria | 2010                                       | 2011                                          | 2012                                       |
| --------- | ------------------------------------------ | --------------------------------------------- | ------------------------------------------ |
| BAN       | Aviões do Forró                            | Calcinha Preta                                | Limão com Mel                              |
| MUS       | Aviões do Forró - Dá beijinho que passa    | Forró do Muído - Se eu fosse um garoto        | Calcinha Preta - Faço Chover               |
| REV       | Forró da Curtição                          | Forró de Salto                                | Simone e Simaria                           |
| MCT       | Alexandre - Aviões do Forró                | Wesley Safadão - Garota Safada                | Batista Lima - Limão com Mel               |
| MCR       | Solange Almeida - Aviões do Forró          | Silvânia Aquino - Calcinha Preta              | Simone Mendes - Simone e Simaria           |
| MSH       | Forró dos Plays                            | Calcinha Preta                                | Banda Magníficos                           |
| MAB       | Aviões do Forró - Volume 7                 | Calcinha Preta - Volume 25                    | Malla 100 Alça - Te perder jamais          |
| WEB       | Aviões do Forró - www.avioesdoforro.com.br | Calcinha Preta - www.bandacalcihapreta.com.br | -                                          |
| ESP       | Forró no Sítio - Fortaleza/CE              | -                                             | -                                          |
| DVD       | -                                          | Calcinha Preta - Ao vivo em Maceió/AL         | -                                          |
| NEW       | -                                          | Forró em Sampa - www.forroemsampa.com         | -                                          |
| APO       | -                                          | -                                             | Banda Segredo de Amar                      |
| MSC       | -                                          | -                                             | Djair Gomes - Forró de Salto (Saxofonista) |
| CLP       | -                                          | -                                             | Simone e Simaria - Quero quero             |